# Gyňov
Gyňov és un poble i municipi d'Eslovàquia. Es troba a la regió de Košice, a l'est del país. Està situat al centre de la regió, a la conca hidrogràfica del riu Sajó (afluent dret del Tisza) i prop de la frontera amb la regió de Prešov i amb Hongria.

## Història
La primera referència escrita de la vila data del 1255.

## Demografia
| Godina             | 1994 | 2004   | 2014   | 2024    |
| ------------------ | ---- | ------ | ------ | ------- |
| Nombre de persones | 584  | 564    | 617    | 689     |
| Diferència         |      | −3,42% | +9,39% | +11,66% |

| Godina             | 2023 | 2024   |
| ------------------ | ---- | ------ |
| Nombre de persones | 683  | 689    |
| Diferència         |      | +0,87% |